# Municipio Tenosique
Koordinaten: 17° 28′ N, 91° 25′ W

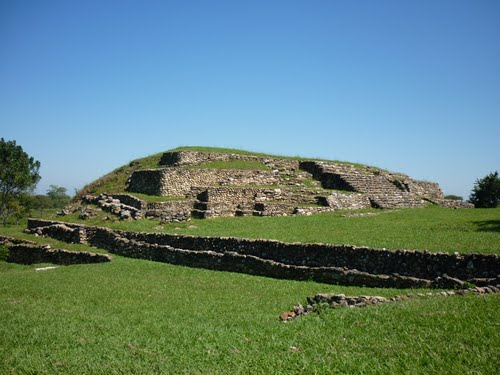
Maya-Stätte San Claudio

Das Municipio Tenosique ist ein ca. 1882 km² umfassendes und etwa 65.000 Einwohner zählendes Municipio im Bundesstaat Tabasco im Südosten Mexikos. Es umfasst neben dem Hauptort Tenosique de Pino Suárez mehrere kleinere Dörfer (ejidos) und Einzelgehöfte (ranchos).

## Lage
Das nur etwa 10 bis 30 m hoch gelegene Municipio Tenosique liegt zwischen dem Río Usumacinta, dem wasserreichsten Fluss Mexikos, im Westen und dem Río San Pedro im Osten; bis nach Villahermosa, der Hauptstadt des Bundesstaats Tabasco, sind es ca. 215 km (Fahrtstrecke). Im Osten und Süden grenzt Tenosique an Guatemala, im Norden und Nordwesten an den zu Yucatán gehörenden Bundesstaat Campeche. Die Küste des nördlich gelegenen Golfs von Mexiko, der in hohem Maße das Klima der Region bestimmt, ist etwa 60 bis 100 km (Luftlinie) entfernt.

## Bevölkerung
Die Bevölkerung bestand ursprünglich aus Chontal-Maya, doch sind im Zuge der Erschließung und wirtschaftlichen Entwicklung der Region zahlreiche Neusiedler aus anderen Teilen des Landes hinzugekommen.

## Wirtschaft
Das Municipio ist hauptsächlich geprägt durch die Rinderzucht. Es gibt aber auch größere Anbauflächen für Mais, Reis, Hirse und Bohnen. Seit dem ausgehenden 20. Jahrhundert spielt die Fischzucht eine immer größer werdende Rolle.

## Geschichte
Das Gebiet ist schon lange besiedelt, denn auf dem von der Maya-Stadt Pomoná dominierten Gebiet wurden zahlreiche Keramiken (Vasen, Schalen, Figurinen) aus der Zeit des 8. bis 13. Jahrhunderts gefunden. Die spanischen Eroberer kümmerten sich nur wenig um das schwülfeuchte Gebiet. Eine bedeutende Entwicklung fand erst in der 2. Hälfte des 20. Jahrhunderts statt.

## Sehenswürdigkeiten
- Die Maya-Stadt Pomoná liegt ca. 15 km westlich von Tenosique. Die Stätte verfügt auch über ein kleines Museum.
- Andere archäologische Stätten wie Panhalé (ca. 5 km südlich) und San Claudio (ca. 38 km südöstlich) sind touristisch kaum erschlossen.
- Das Im Jahr 2003 eingeweihte Centro Cultural Digital Tenosique widmet sich regionalen Traditionen wie dem Karneval.